# شهرستان کورسکی (استان کورسک)
شهرستان کورسکی (به لاتین: Kursky District) یک شهرستان در روسیه است که در استان کورسک واقع شده‌است.